# Campionati del mondo di corsa in montagna 2013
I Campionati del mondo di corsa in montagna 2013 si sono disputati a Krynica-Zdrój, in Polonia, l`8 settembre 2013 sotto il nome di "World Mountain Running Championships". Il titolo maschile è stato vinto da Philip Kiplimo, quello femminile da Alice Gaggi. I mondiali di corsa in montagna sono, a partire dal 2009 compreso, una competizione riconosciuta ufficialmente dalla International Association of Athletics Federations (IAAF).

## Uomini Seniores
Individuale
| Pos.    | Atleta             | Nazione     | Tempo  |
| ------- | ------------------ | ----------- | ------ |
| Oro     | Philip Kiplimo     | Uganda      | 54'22" |
| Argento | Geffrey Kusuro     | Uganda      | 55'06" |
| Bronzo  | Nathan Ayeko       | Uganda      | 55'19" |
| 4       | Peter Kibet        | Uganda      | 55'27" |
| 5       | Bernard Dematteis  | Italia      | 55'44" |
| 6       | Juan Carlos Carera | Messico     | 55'51" |
| 7       | Joseph Gray        | Stati Uniti | 56'25" |
| 8       | Ahmet Arslan       | Turchia     | 56'26" |
| 9       | Azeirya Teklay     | Eritrea     | 56'27" |
| 10      | Martin Dematteis   | Italia      | 56'47" |

Squadre
| Pos.    | Squadra | Punti |
| ------- | ------- | ----- |
| Oro     | Uganda  | 10    |
| Argento | Italia  | 40    |
| Bronzo  | Turchia | 82    |

## Uomini Juniores
Individuale
| Pos.    | Atleta            | Nazione     | Tempo  |
| ------- | ----------------- | ----------- | ------ |
| Oro     | Nekagenet Crippa  | Italia      | 38'58" |
| Argento | Ramazan Karagoz   | Turchia     | 39'13" |
| Bronzo  | Manuel Innerhofer | Austria     | 39'44" |
| 4       | Dominik Sadlo     | Rep. Ceca   | 40'10" |
| 5       | Tomas Lichy       | Rep. Ceca   | 40'12" |
| 6       | Brad Traviss      | Regno Unito | 40'17" |
| 7       | Jordan Chavez     | Stati Uniti | 40'21" |
| 8       | Yunus Inan        | Turchia     | 40'36" |
| 9       | Danny Martinez    | Stati Uniti | 40'42" |
| 10      | Michele Vaia      | Italia      | 40'45" |

Squadre
| Pos.    | Squadra     | Punti |
| ------- | ----------- | ----- |
| Oro     | Rep. Ceca   | 25    |
| Argento | Italia      | 29    |
| Bronzo  | Regno Unito | 32    |

## Donne Seniores
Individuale
| Pos.    | Atleta                 | Nazione     | Tempo  |
| ------- | ---------------------- | ----------- | ------ |
| Oro     | Alice Gaggi            | Italia      | 42'47" |
| Argento | Emma Clayton           | Regno Unito | 43'12" |
| Bronzo  | Elisa Desco            | Italia      | 43'32" |
| 4       | Mateja Kosovelj        | Slovenia    | 43'51" |
| 5       | Maude Mathys           | Svizzera    | 44'13" |
| 6       | Sarah McCormack        | Irlanda     | 44'23" |
| 7       | Antonella Confortola   | Italia      | 44'32" |
| 8       | Sarah Tunstall         | Regno Unito | 44'40" |
| 9       | Dominika Wisniewska-U. | Polonia     | 44'46" |
| 10      | Burcu Buyukbezgin      | Turchia     | 44'53" |

Squadre
| Pos.    | Squadra     | Punti |
| ------- | ----------- | ----- |
| Oro     | Italia      | 11    |
| Argento | Regno Unito | 22    |
| Bronzo  | Irlanda     | 51    |

## Donne Juniores
Individuale
| Pos.    | Atleta             | Nazione     | Tempo  |
| ------- | ------------------ | ----------- | ------ |
| Oro     | Mandy Ortiz        | Stati Uniti | 21'50" |
| Argento | Lea Einfalt        | Slovenia    | 22'00" |
| Bronzo  | Tubay Erdal        | Turchia     | 22'46" |
| 4       | Annabel Mason      | Regno Unito | 22'54" |
| 5       | Georgia Malir      | Regno Unito | 23'31" |
| 6       | Catriona Graves    | Regno Unito | 23'45" |
| 7       | Akaterina Ivonina  | Russia      | 23'46" |
| 8       | Dilyana Minkina    | Bulgaria    | 23'46" |
| 9       | Andrea Alina Piscu | Romania     | 23'48" |
| 10      | Michaela Stranska  | Rep. Ceca   | 23'50" |

Squadre
| Pos.    | Squadra     | Punti |
| ------- | ----------- | ----- |
| Oro     | Regno Unito | 9     |
| Argento | Stati Uniti | 17    |
| Bronzo  | Russia      | 19    |

## Medagliere
| Posizione | Paese       | Oro | Argento | Bronzo | Totale |
| --------- | ----------- | --- | ------- | ------ | ------ |
| 1         | Italia      | 3   | 2       | 1      | 6      |
| 2         | Uganda      | 2   | 1       | 1      | 4      |
| 3         | Regno Unito | 1   | 2       | 1      | 4      |
| 4         | Stati Uniti | 1   | 1       | 0      | 2      |
| 5         | Rep. Ceca   | 1   | 0       | 0      | 1      |
| 6         | Turchia     | 0   | 1       | 2      | 3      |
| 7         | Slovenia    | 0   | 1       | 0      | 1      |
| 8         | Russia      | 0   | 0       | 1      | 1      |
| 8         | Irlanda     | 0   | 0       | 1      | 1      |
| 8         | Austria     | 0   | 0       | 1      | 1      |